# Zoran Tošić
Zoran Tošić (serbisk kyrilliska: Зоран Тошић), född 28 april 1987 i Zrenjanin, Jugoslavien (nuvarande Serbien), är en serbisk fotbollsspelare som spelar som mittfältare för Taizhou Yuanda. Han har även spelat för Serbiens landslag. 

## Klubbkarriär
Tošić värvades till Manchester United från Partizan Belgrad i januari 2009. Han gjorde sitt första mål i Manchester Uniteds A-lag mot Hangzhou Greentown FC under en Asienturné 2009. Den 27 januari 2010 lånades Tošić ut till den tyska Bundesliga-klubben FC Köln där han spelade tills säsongsslutet i april/maj 2010. Tošić lånades ut efter att mestadels bara ha spelat med Manchester Uniteds reservlag och bara spelat två tävlingsmatcher för A-laget (mot Barnsley och Tottenham i Carling Cup). Köln var intresserade av att låna honom även den följande säsongen, men CSKA Moskva värvade honom istället på permanent basis för en icke offentliggjord övergångssumma. Tošić skrev på ett femårskontrakt med den ryska klubben.

## Landslagskarriär
Tošić debuterade i Serbiens U21-landslag i en match mot Belgien 23 mars 2007 och deltog i U21-EM 2007 då laget blev tvåa efter att ha förlorat finalen mot Nederländerna. På hösten samma år debuterade han även i A-landslaget, vilket han gjorde i en EM-kvalmatch mot Finland. 
Tošić deltog även i U21-EM 2009 och blev den följande sommaren uttagen till VM i fotboll 2010.